# إدواردو فيليغاس
إدواردو فيليغاس (بالإسبانية: Eduardo Villegas) هو لاعب كرة قدم ومدرب كرة قدم بوليفي في مركز الدفاع، ولد في 29 مارس 1964 في كوتشابامبا في بوليفيا. لعب مع ذي سترونغيست ونادي بوليفار.

## وصلات خارجية
- إدواردو فيليغاس على موقع قاعدة بيانات كرة القدم.إي يو (الإنجليزية)
- إدواردو فيليغاس على موقع ناشيونال فوتبول تيمز (الإنجليزية)